# Arrondissement Montbrison
Arrondissement Montbrison (fr. Arrondissement de Montbrison) je správní územní jednotka ležící v departementu Loire a regionu Rhône-Alpes ve Francii. Člení se dále na 10 kantonů a 138 obcí.

## Kantony
- Boën-sur-Lignon
- Chazelles-sur-Lyon
- Feurs
- Montbrison
- Noirétable
- Saint-Bonnet-le-Château
- Saint-Galmier
- Saint-Georges-en-Couzan
- Saint-Jean-Soleymieux
- Saint-Just-Saint-Rambert